# 浦戸 (高知市)
浦戸（うらど）は、高知県高知市の町名。住居表示は未実施。郵便番号は781-0262（高知中央郵便局管区）。本項ではかつて同区域に存在した吾川郡浦戸村（うらどむら）についても記す。

## 地理
高知市の南西部、土佐湾に面する浦戸湾の湾口左岸にあたる。桂浜が所在する。西で長浜に接する。高知県道14号春野赤岡線が西から浦戸大橋を経て対岸の種崎を結び、高知県道34号桂浜はりまや線が同14号と重複しつつ桂浜の先端まで達する。

### 海洋
- 土佐湾
- 浦戸湾
  - 桂浜

## 歴史
- 幕末 - 吾川郡浦戸村・勝浦浜村が存在。「旧高旧領取調帳」の記載によると高知藩領。
- 明治4年7月14日（1871年8月29日） - 廃藩置県により高知県の管轄となる。
- 明治初年 - 勝浦浜村が浦戸村に合併。
- 1889年（明治22年）4月1日 - 町村制の施行により、近世以来の浦戸村が単独で自治体を形成。
- 1942年（昭和17年）6月1日 - 高知市に編入。同日浦戸村廃止。同市浦戸となる。

## 交通

### バス
とさでん交通
- 桂浜線
  - S3 → G1：桂浜 - 長浜 - 桟橋通五丁目 - 北はりまや橋 - 高知駅

### 道路
- 高知県道14号春野赤岡線
  - 浦戸大橋
- 高知県道34号桂浜はりまや線

## 施設
- 高知市立浦戸小学校
- 浦戸保育園
- 高知桂浜郵便局
- 高知南警察署桂浜駐在所
- 桂浜公園
- 桂浜水族館
- 高知県立坂本龍馬記念館